# Castorland
Castorland – wieś w Stanach Zjednoczonych, w stanie Nowy Jork, w hrabstwie Lewis.